# Vida política en la Antigua Roma
En la "Antigua Roma" las "mores" eran las reglas de la comunidad romana arcaica, las costumbres y usanzas que hacían del romano un civis (ciudadano) si las seguía con respeto, siendo ésta la mayor herencia dejada por los progenitores y a transmitir a los descendientes. En su totalidad eran también símbolo de integridad moral y del orgullo de ser  de costumbres helenizantes.

## El poder de la tradición
El Mos maiorum es el concepto básico del tradicionalismo romano. Era un código no escrito del que los romanos derivaron sus normas sociales. Estas costumbres eran distintas de las leyes que se registraban por escrito. La ley regulaba algunos aspectos positivos en la vida cotidiana romana, pero las costumbres tradicionales, en virtud de la auctoritas maiorum ("el prestigio o respeto de los antepasados"), formaba la mayor parte de las reglas de conducta en Roma.
Ese era el resultado de siglos de desarrollo antes de que los romanos desarrollaran las leyes escritas. Las costumbres se crearon a principios de la historia de Roma, ya que se necesitaban para servir a funciones específicas de la sociedad. Sin embargo, la importancia de algunas prácticas tradicionales y rituales arcaicos decayó de la conciencia colectiva progresivamente a lo largo de la historia de la República. Las Lupercalia, por ejemplo, un festival que se celebraba en Roma cada 15 de febrero, fue malinterpretado en la época de Augusto, a finales del siglo I a. C. En algunos casos, el uso de ciertas prácticas simplemente menguó dentro de la sociedad, tales como la práctica de los matrimonios por confarreatio. Estos matrimonios arcaicos fueron abandonados debido a la rigidez de la unión. A pesar de la incomprensión o poca relevancia de algunas de estas costumbres, la importancia de todo el conjunto del Mos maiorum nunca estuvo en peligro de sufrir la misma suerte.
Tanta era la importancia de lo tradicional dentro del mundo romano que llegaron a utilizar la auctoritas maiorum para validar los avances sociales, el progreso. Suetonio relata un edicto de los censores del 92 a. C., que dice: «todo lo nuevo que se hace en contra de los usos y las costumbres de nuestros antepasados, no parece ser correcto». Esta declaración refleja el conservadurismo feroz de los romanos, sello distintivo de su sociedad.

## La tradición en la vida política
La participación en la vida pública de la Antigua Roma conformó una parte dominante en la vida de los ciudadanos nobles de la República. La vida pública incluía la política, lo militar, la ley y también el sacerdocio. En la política, el cursus honorum se convirtió en la vía normal de progreso. La observancia estricta de éste fue considerada como convencional, aunque en ocasiones, sin embargo, hubo ciertas desviaciones del cursus. Lucio Apuleyo Saturnino y Cayo Servilio Glaucia, en asociación con Cayo Mario y sus leyes, rompieron la tradición mediante la búsqueda de tribunados consecutivos. El mismo Cayo Mario rompió la tradición aceptada por la élite romana. No sólo era un Homo novus, sino que Mario obtuvo siete consulados, muchos de ellos de forma consecutiva, contra las más estrictas leyes tradicionales. Estas cifras contrastan, por ejemplo, con la carrera de Cicerón, que siguió el cursus honorum estrictamente y manteniendo una gran cantidad de apoyos para los intereses de la aristocracia y los valores ancestrales que él mismo vigilaba. Cicerón logró la fama gracias a sus habilidades oratorias en calidad de defensor y fiscal en los tribunales.

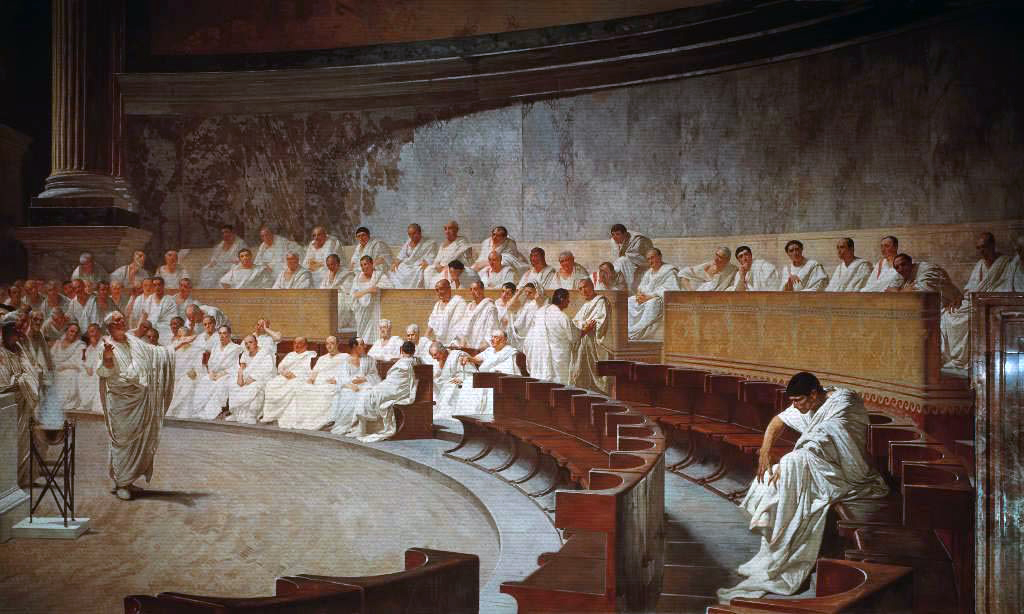
Cicerón acusando a Catilina en el Senado romano. Fresco del

El Derecho estaba estrechamente ligado al cursus honorum y a las magistraturas que un ciudadano podía aspirar a alcanzar. Las clases altas eran las que más conocimiento poseían de la ley y de la oratoria (ya que las dos eran parte vital y habitual en su educación), por lo que las funciones de acusación, defensa, e incluso el cargo de juez (pretor) estaban destinadas a los ricos. Estas funciones tradicionales de la clase alta permitían asumir a sus miembros cierta responsabilidad pública. Pero aunque existían una gran cantidad de responsabilidades en la vida civil, también se esperaba de todo buen ciudadano un buen servicio en el ejército, como era común en todo el mundo antiguo. 
Otro aspecto clave dentro de la política romana era la competencia. Para todo ciudadano romano, «la esencia de la vida era la competición, y la riqueza y los votos eran las medidas socialmente aceptadas para calibrar el éxito». La vida de un romano era una constante lucha para superar los logros de sus ancestros y los logros de los demás. La República, tanto en sus principios como en la vida diaria, era una meritocracia. La libertad, para los romanos, estaba basada en la dinámica de la competencia constante. Competencia regida, eso sí, por las normas inviolables del Mos maiorum. Para ser un buen político había que lidiar constantemente contra la competencia y contra la tradición, además de tener talento, dedicación, dinero y contactos. La meritocracia, a pesar de ser despiadada, servía para hacer que solamente los ricos se pudieran permitir una carrera política.

## La religión en la vida política
A diferencia de la religión occidental moderna, los romanos no segregaron jamás las prácticas religiosas de las del servicio al Estado. Mantuvieron la práctica de sus ancestros indoeuropeos de dejar el sacerdocio vinculado al Estado. La religión romana estaba compuesta por diferentes cultos al frente de los cuales estaban los sacerdotes, quienes al mismo tiempo podían ocupar un cargo público y/o militar. De hecho, el cargo de sacerdote estaba considerado como un cargo público al que la nobleza podía optar, celebrándose sus pertinentes elecciones. Los sacerdotes romanos eran muy diferentes a los actuales cristianos, ya que podían tener su familia, optar a las magistraturas del estado e incluso combatir en el ejército.

## La constitución republicana
Donde se observan mejor los ideales políticos romanos es en la propia constitución de la República. Ésta, al basarse en el Mos maiorum, fue en gran medida no escrita, no codificada, y estuvo en constante evolución. En lugar de crear un gobierno que fuera principalmente una democracia (como en la antigua Atenas), una aristocracia (como en la antigua Esparta), o una monarquía (como en Roma, antes y después de la República), la constitución romana mezcló estos tres elementos, creando así tres ramas de gobierno separadas. El elemento democrático tomó la forma de las asambleas legislativas, el elemento aristocrático tomó la forma del Senado, y el elemento monárquico tomó la forma de los Cónsules.

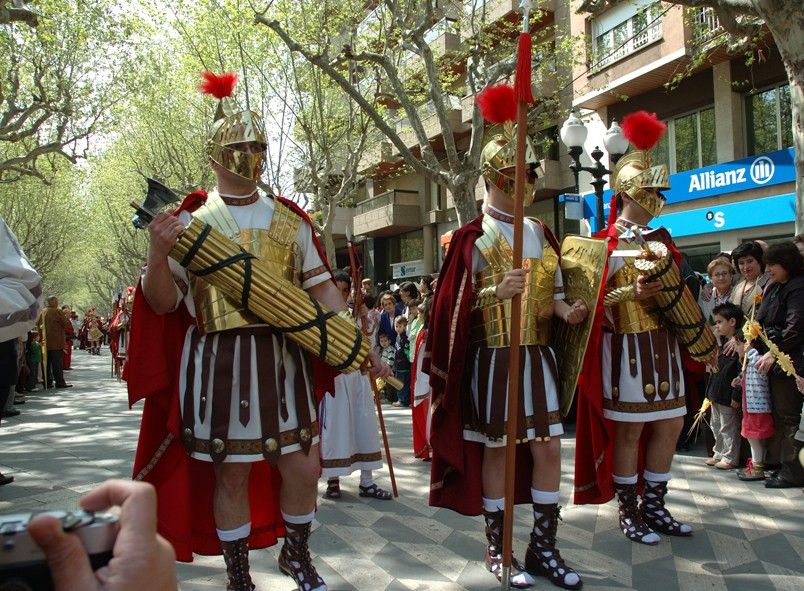
Lictores. El gran sueño de todo político romano era ser precedido por lictores, lo que significaba que estaba ocupando un cargo público relevante.

La fuente última de la soberanía en esta antigua república, como en las repúblicas modernas, fue el populus (pueblo). El pueblo de Roma se reunía en asambleas legislativas para aprobar leyes y elegir a los magistrados ejecutivos. Estos, una vez elegidos, se les admitía de forma automática en el Senado (de por vida, a no ser que cometieran traición u ofensas graves y fueran expulsados). El Senado logró la preponderancia en los asuntos políticos de Roma, mientras que los senadores presidían los tribunales. Los magistrados tenían la obligación de cumplir la ley y los decretos del Senado, aunque presidían sus reuniones y las de las asambleas legislativas. Un complejo conjunto de frenos y contrapesos se estableció entre estas tres ramas, a fin de minimizar el riesgo de la tiranía y la corrupción y para maximizar la probabilidad de un buen gobierno. Sin embargo, la separación de poderes entre las tres ramas del gobierno no era absoluta. Además, no era común el uso frecuente de varios dispositivos constitucionales que estaban en armonía con el genio de la constitución romana. Una crisis constitucional comenzó en el año 133 a. C., como resultado de las luchas entre la aristocracia y la gente común. Esta crisis condujo finalmente al colapso de la República romana y la subversión en una forma mucho más autocrática de gobierno que más tarde se llamó el Imperio romano.